# Schmuckbartvögel

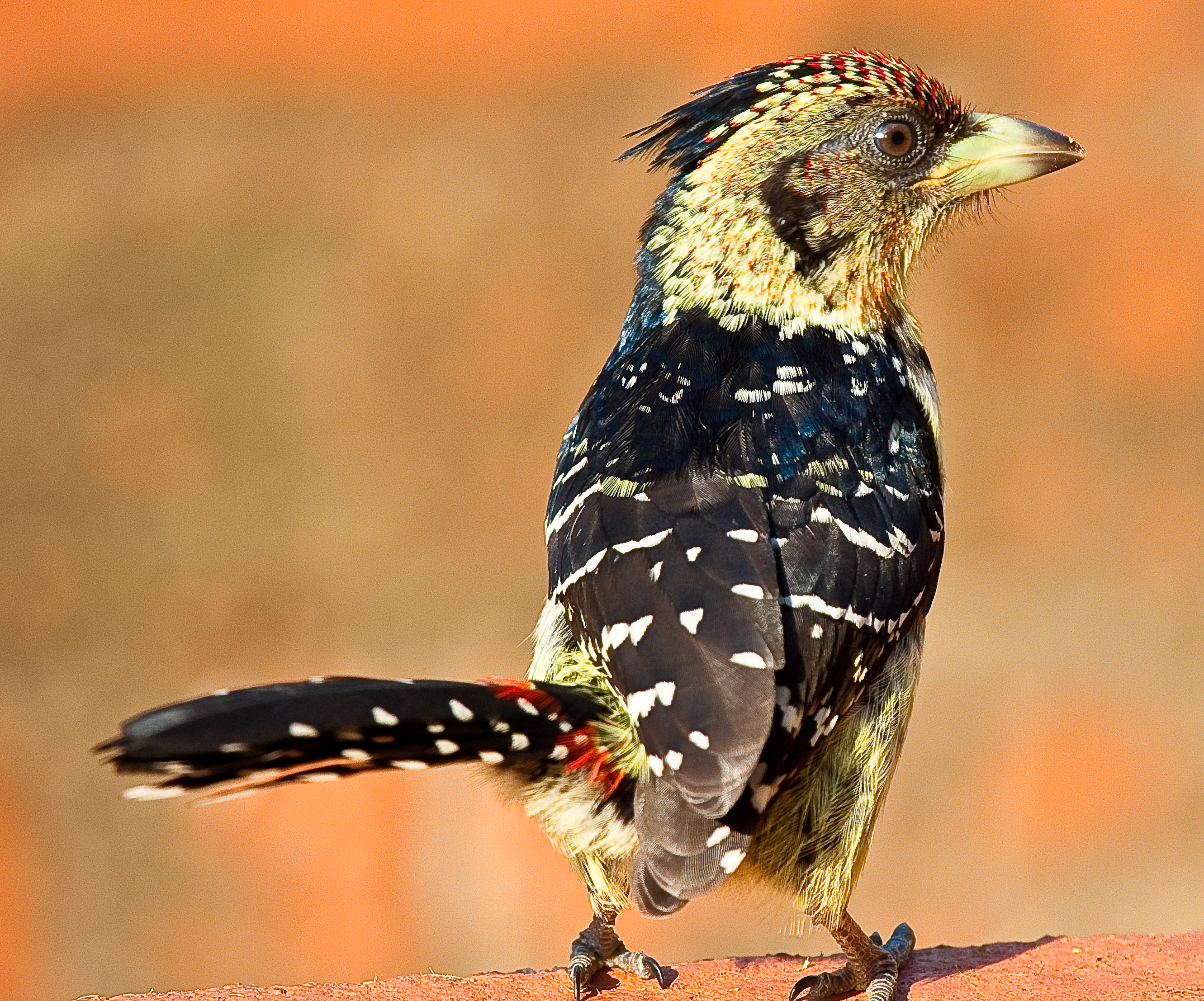
Haubenbartvogel

Die Schmuckbartvögel (Trachyphonus) sind eine Gattung aus der Familie der Afrikanischen Bartvögel. Es handelt sich um verhältnismäßig kleine Bartvögel mit auffälligem gelbem, weißem und schwarzem Gefieder. Im Gegensatz zu Afrikanischen Bartvögeln anderer Gattungen halten sie sich vergleichsweise häufig am Erdboden auf. Bei allen Arten kommt Duett-Gesang vor. Die Lautäußerungen des Flammenkopf-Bartvogels gehören zu den typischen Lauten der ostafrikanischen Savanne. Die nördlichste Verbreitung hat der Perlbartvogel, der ausschließlich nördlich des Äquators vorkommt. 
Schmuckbartvögel sind zum Teil häufige Vögel. Der Flammenkopf-Bartvogel und der Haubenbartvogel werden dort, wo sie nicht bejagt werden, gegenüber dem Menschen zutraulich und kommen zum Teil auch in die Dörfer, um dort nach Nahrung zu suchen. Alle fünf Arten werden von der IUCN als nicht gefährdet (least concern) eingestuft.

## Erscheinungsbild

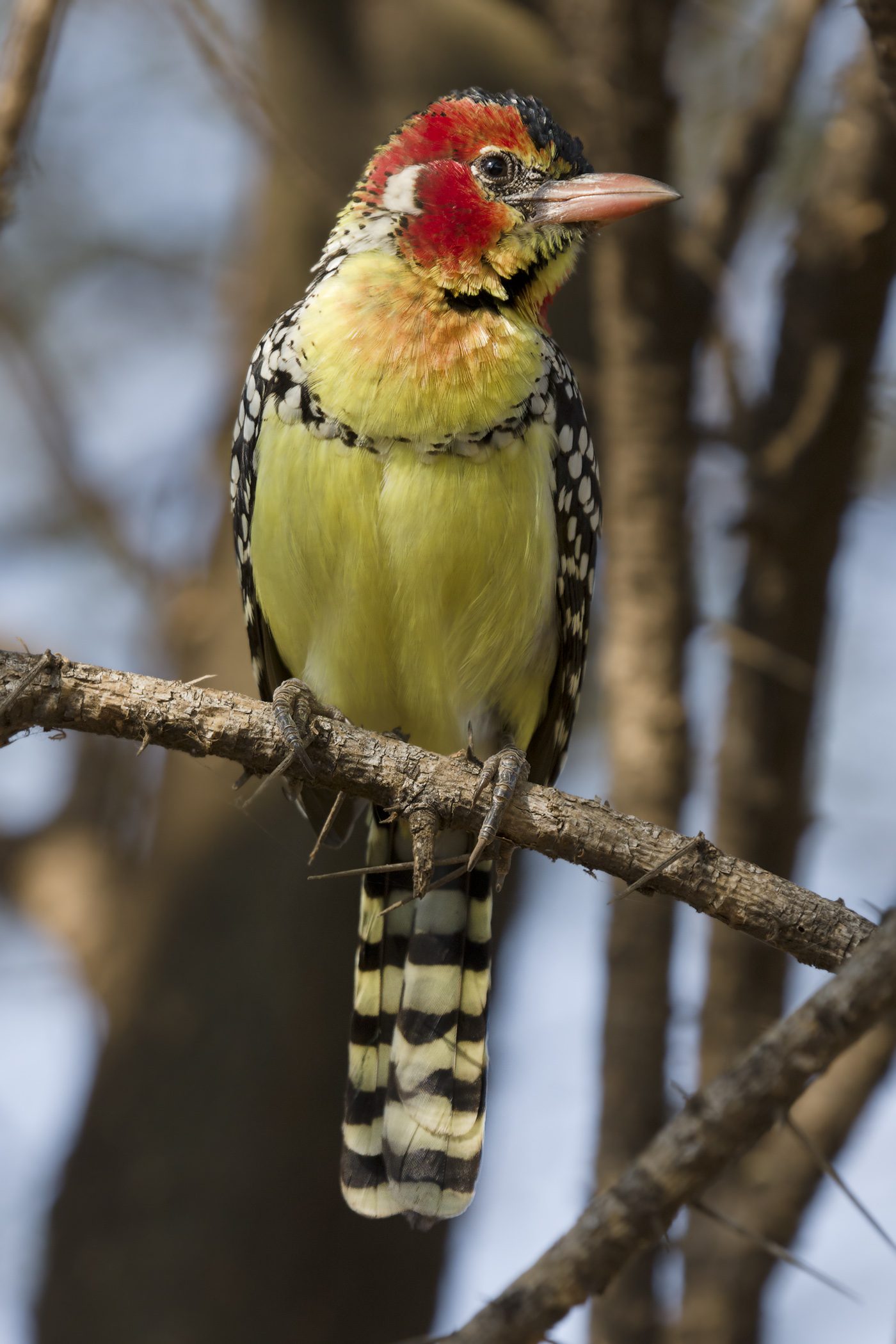
Flammenkopf-Bartvogel

Schmuckbartvögel haben eine Flügellänge zwischen 8 und 10 Zentimetern. Sie wiegen zwischen 47 und etwas mehr als 100 Gramm. Das geringste Körpergewicht erreicht der Flammenkopf-Bartvogel mit 47 bis 62 Gramm. Der Sexualdimorphismus ist bei keiner der Arten sehr ausgeprägt. Beim Flammenkopf-Bartvogel fehlt den Weibchen in der Regel der schwarze Scheitelstreif.
Charakteristisch für Schmuckbartvögel ist die schwarze bis schwarzbraune Körperoberseite, die entweder dicht weiß gefleckt ist oder wegen der weißen Federspitzen weiß quergebändert wirkt. Der Bürzel ist gelblich bis weiß-gelblich. Der Nacken ist bei allen Arten kleingefleckt, bei den meisten Arten sind die Flecken dunkel, beim Haubenbartvogel auch orange oder rotorange. 
Alle Arten haben in Höhe der Ohröffnung Abzeichen. Beim Flammenkopf-Bartvogel und beim Perlbartvogel ist dies ein halbmondförmiger, weißer Streif. Beim Haubenbartvogel und dem Ohrfleck-Bartvogel ist der Streif dunkel, beim Ohrfleck-Bartvogel ist er mitunter auf Grund der Fleckzeichnung nur undeutlich zu erkennen. Alle Arten weisen entweder auf den Unterschwanzdecken oder den Oberschwanzdecken Rottöne auf. Typisch ist auch die Brustzeichnung. Bei vier Arten verläuft über die Brustmitte ein schmales schwarzweißes Band. Beim Ohrfleck-Bartvogel und dem Perlbartvogel ist dieses nicht ganz geschlossen, am auffälligsten ausgebildet ist es beim Flammenkopf-Bartvogel. Alle Arten haben jedoch schwarze Abzeichen an der Kehle oder auf der Vorderbrust. Am deutlichsten ist dies beim Haubenbartvogel auszumachen, der auf der Vorderbrust einen großen schildförmigen Fleck hat. 
Der Schwanz ist bei allen Arten im Verhältnis zur Körpergröße lang. Er ist weiß bis gelblich-weiß quergebändert, die schmalsten Querbänder weist der Haubenbartvogel auf. Diese Art hat ihren deutschen Namen von der auffälligen, kleinen schwarzen Federhaube im Nacken.

## Verbreitungsgebiet
Das Verbreitungsgebiet der Schmuckbartvögel erstreckt sich in Afrika vom 20. Grad nördlicher Breite bis in den Südosten des Afrikanischen Kontinents. Am weitesten im Süden kommt der Haubenbartvogel vor. Der Flammenkopf-Bartvogel und der Ohrfleck-Bartvogel leben in Ostafrika. Die Verbreitungsgebiete der einzelnen Arten überlappen sich zum Teil.

## Lebensweise
Schmuckbartvögel sind Allesfresser, die ein großes Spektrum an Beeren, Samen und Früchten verzehren. Daneben spielen Ohrwürmer, Käfer, Gottesanbeterinnen, Heuschrecken, Termiten, Ameisen, Spinnen und kleine Eidechsen in ihrer Ernährung eine Rolle. Einige Arten fressen außerdem die Eier und die Jungvögel anderer Vogelarten. Der Flammenkopf ist ein ausgesprochen sozial lebender Vogel, der meistens in kleinen Verbänden angetroffen wird. Der Haubenbartvogel dagegen lebt überwiegend paarweise. 
Schmuckbartvögel sind Höhlenbrüter, die ihre Höhlen in Baumstämmen oder Termitenhügeln selber zimmern. Sie sind in der Lage, mehr als eine Brut pro Jahr aufzuziehen. Beim Haubenbartvogel ist Infantizid nachgewiesen: Bei dieser Art wurde beobachtet, dass sich der überlebende Vogel nach dem Verlust des Partners sehr schnell wieder verpaarte. In zwei beobachteten Fällen zerstörte der neue Partner die Eier beziehungsweise tötete die Nestlinge und begann dann erneut mit dem Brutgeschäft.

## Arten

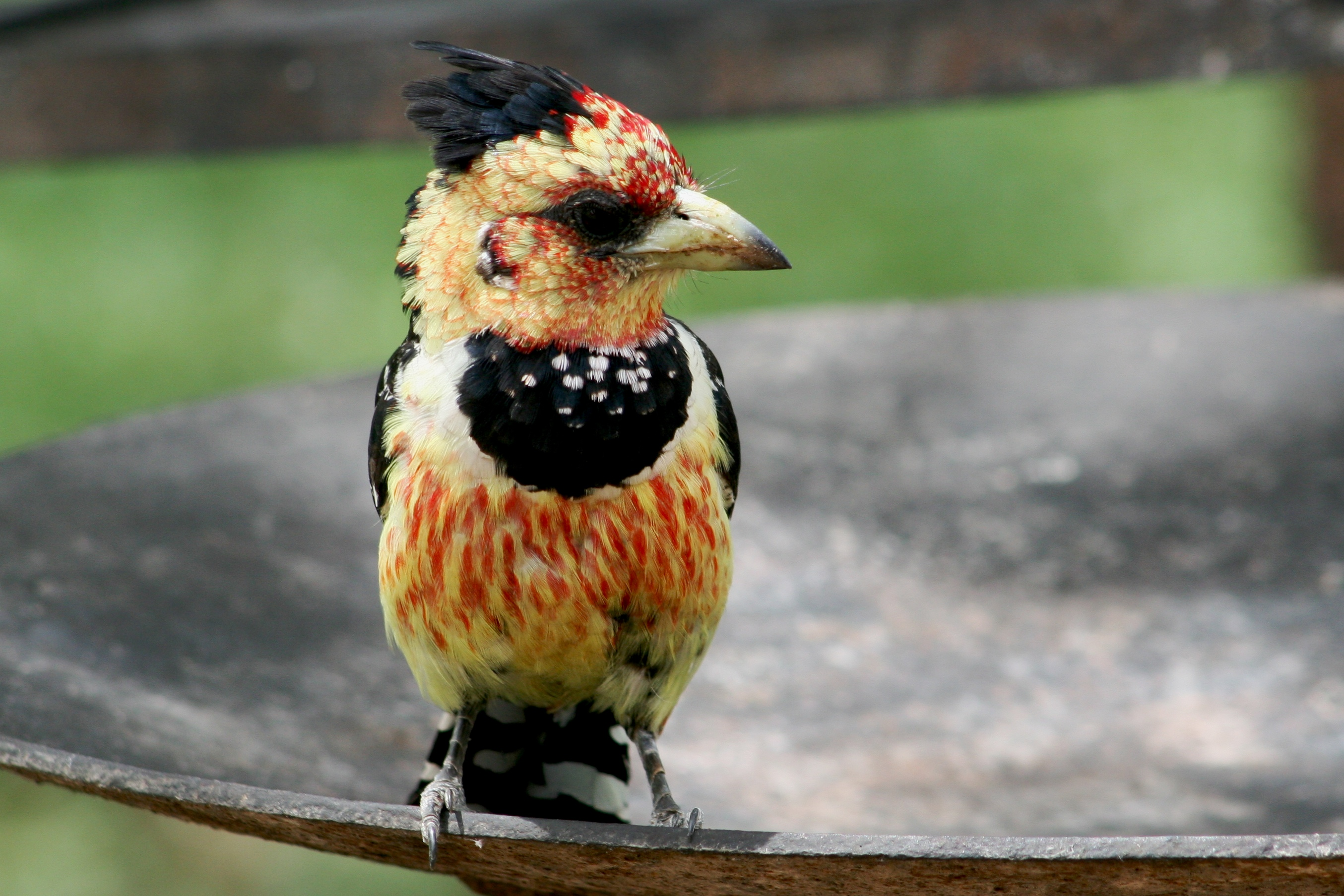
Haubenartvogel mit dem charakteristischen schildförmigen Fleck auf der Vorderbrust

Die folgenden fünf Arten werden zur Gattung der Schmuckbartvögel gezählt:
- Ohrfleck-Bartvogel (Trachyphonus darnaudii)
- Flammenkopf-Bartvogel (Trachyphonus erythrocephalus)
- Perlbartvogel (Trachyphonus margaritatus)
- Usambiro-Bartvogel (Trachyphonus usambiro)
- Haubenbartvogel oder Schwarzrücken-Bartvogel (Trachyphonus vaillantii)

## Belege

### Einzelbelege
1. ↑   Short et al., S. 123
2. ↑   Short et al., S. 121
3. ↑  Jacamars, puffbirds, barbets, toucans, honeyguides in der IOC World Bird List V 15.1